# Biserica de lemn din Ozd

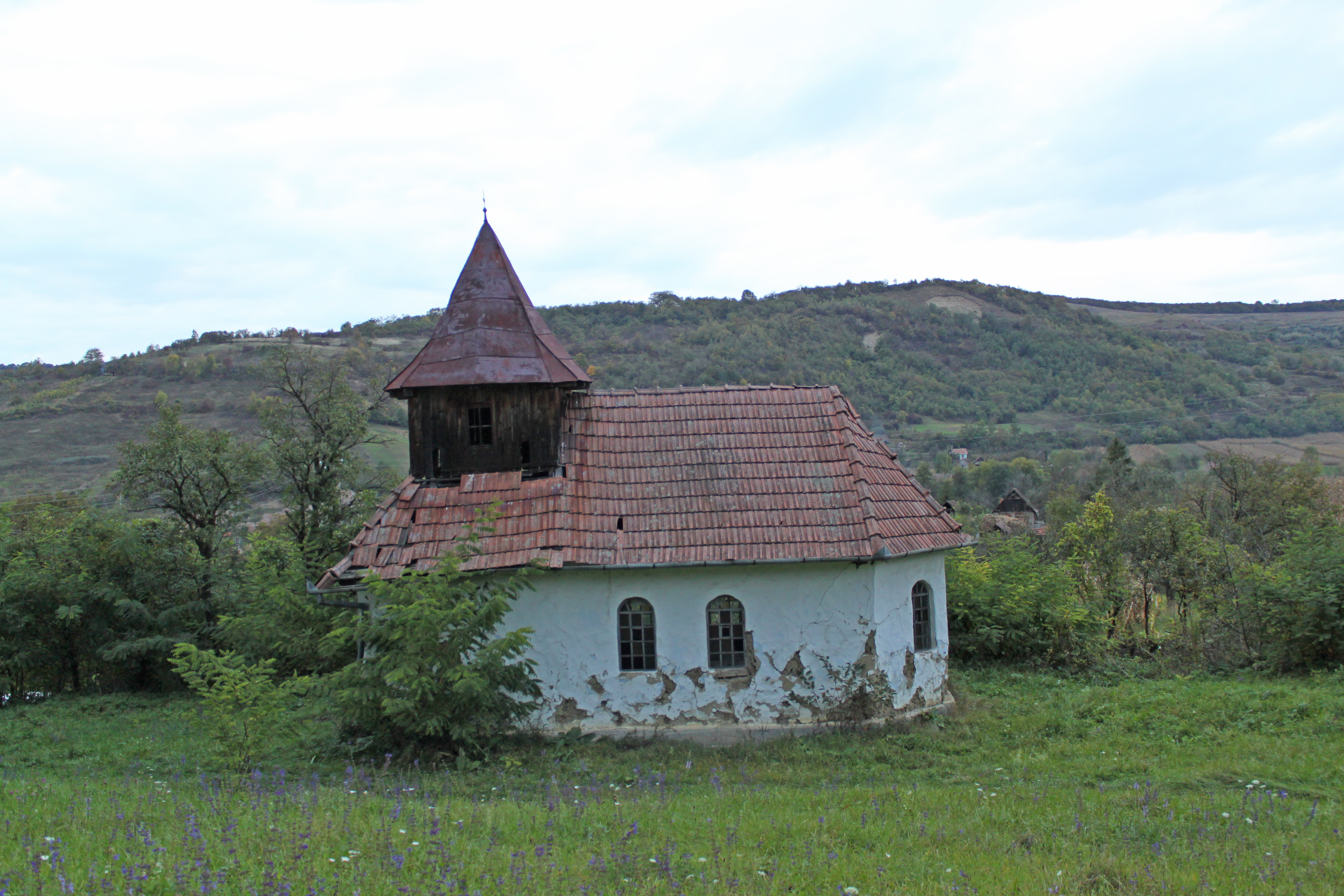
Biserica de lemn din Ozd, judeţul Mureş

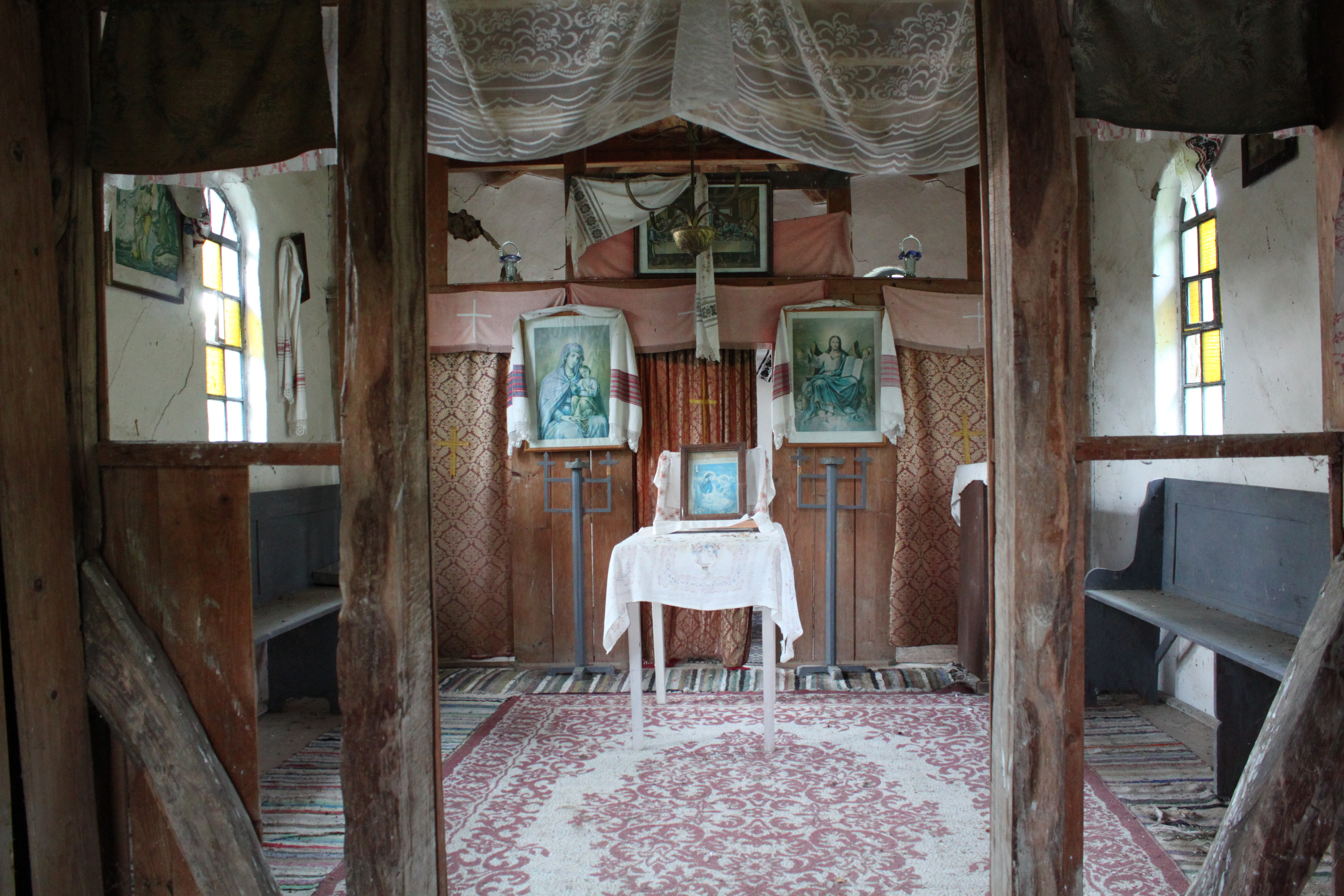
Naosul bisericii. Vedere spre iconostas

Biserica de lemn din Ozd, comuna Bichiș, județul Mureș. 

## Imagini

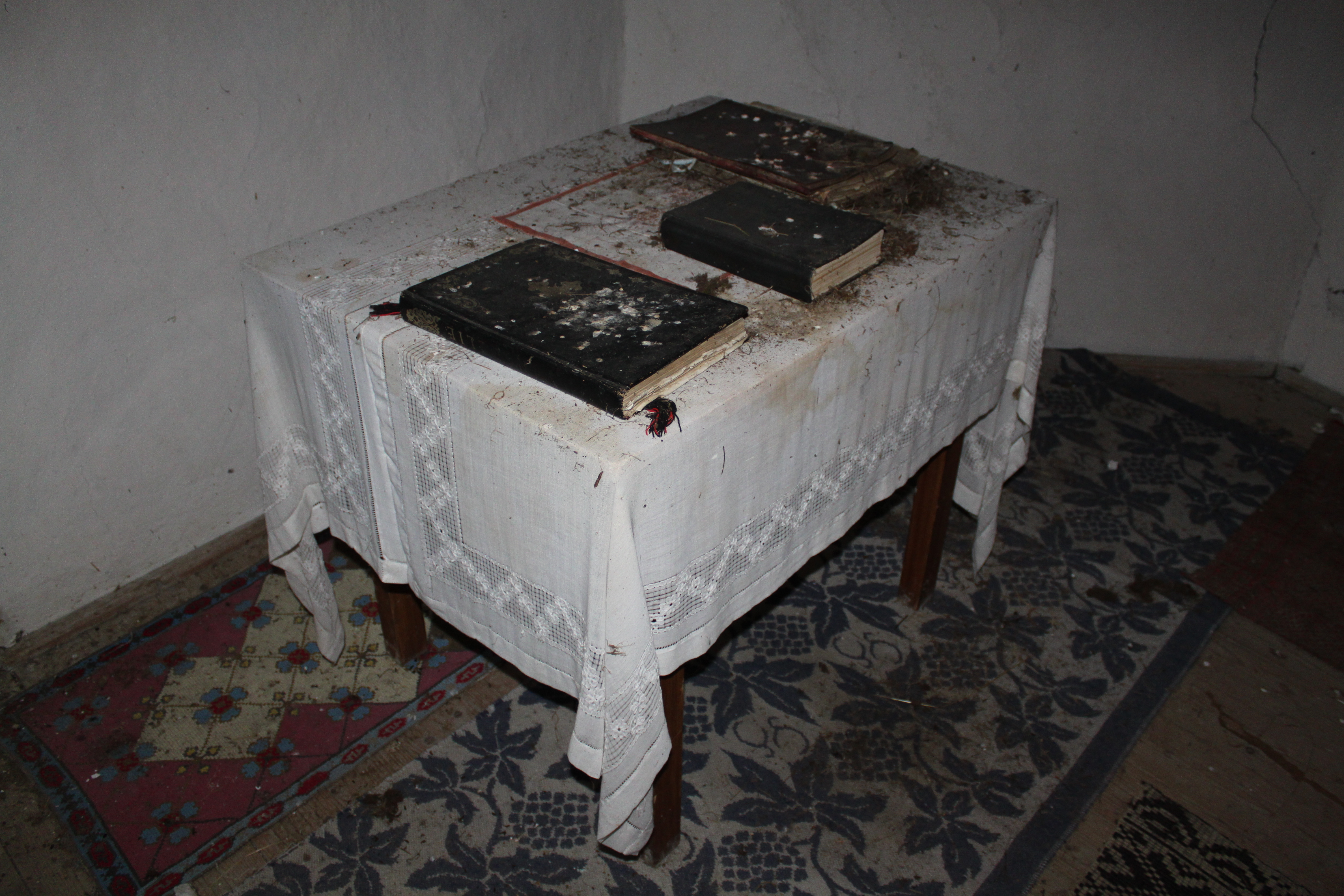
Masa altarului
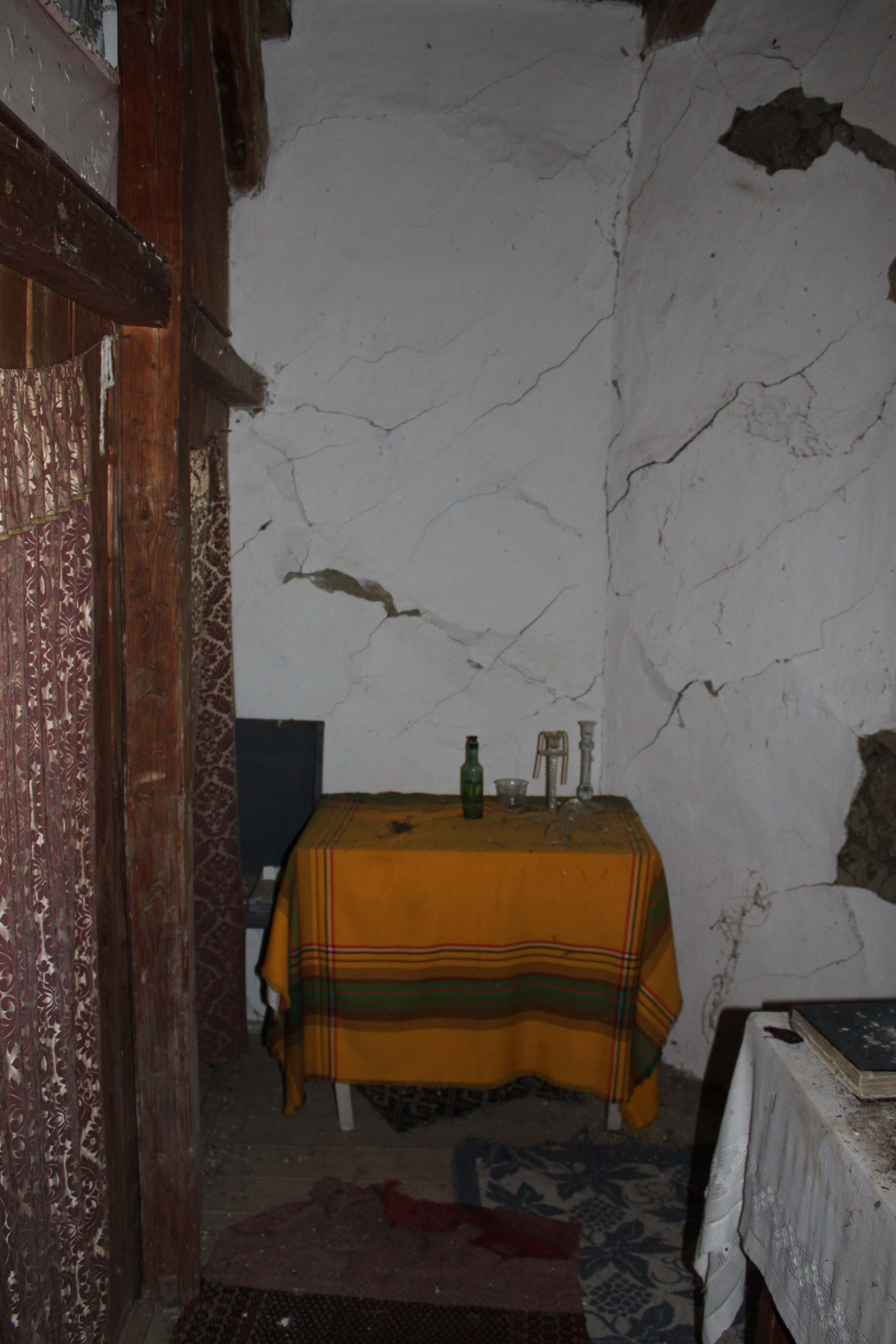
Proscomidiar
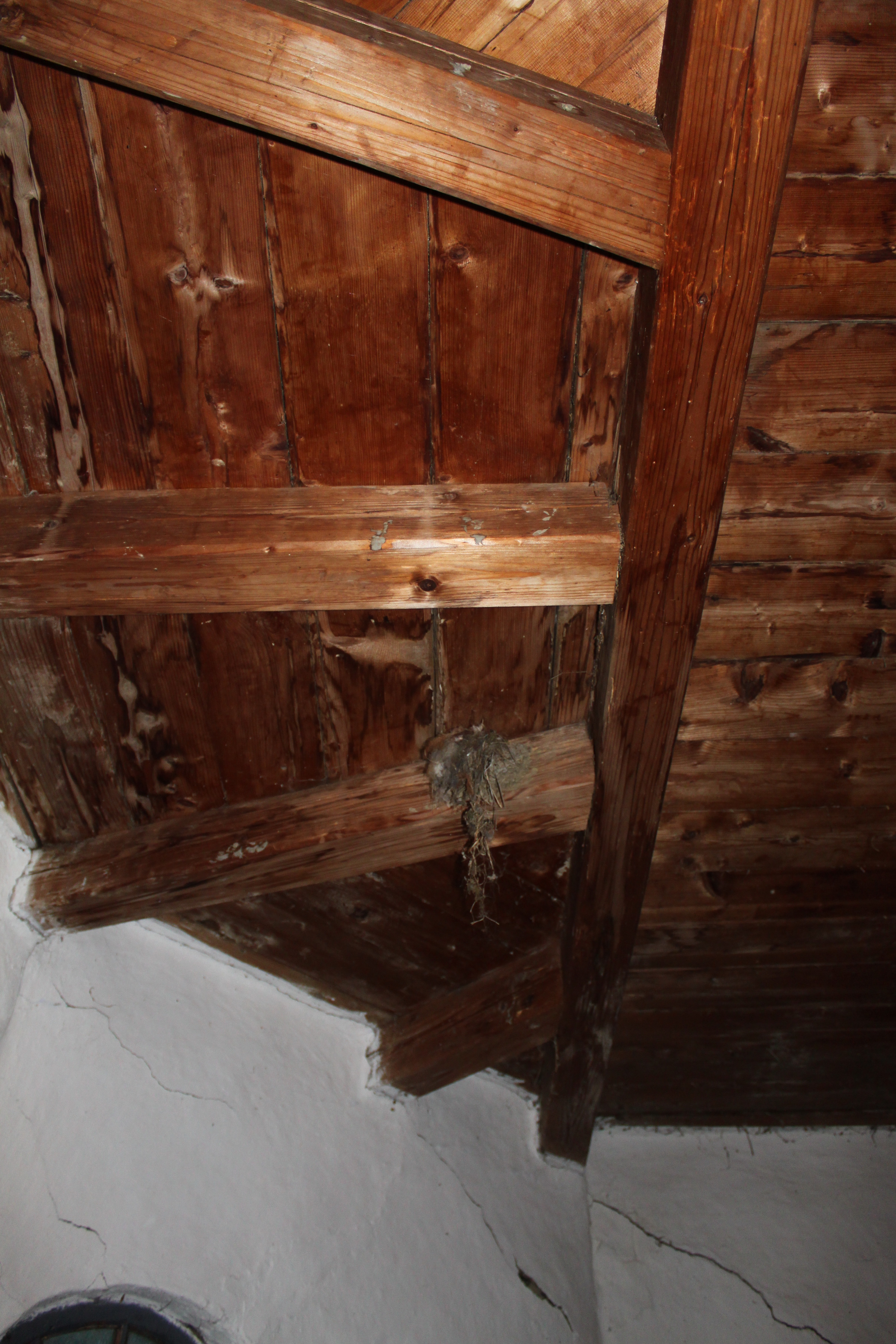
Tavanul absidei altarului
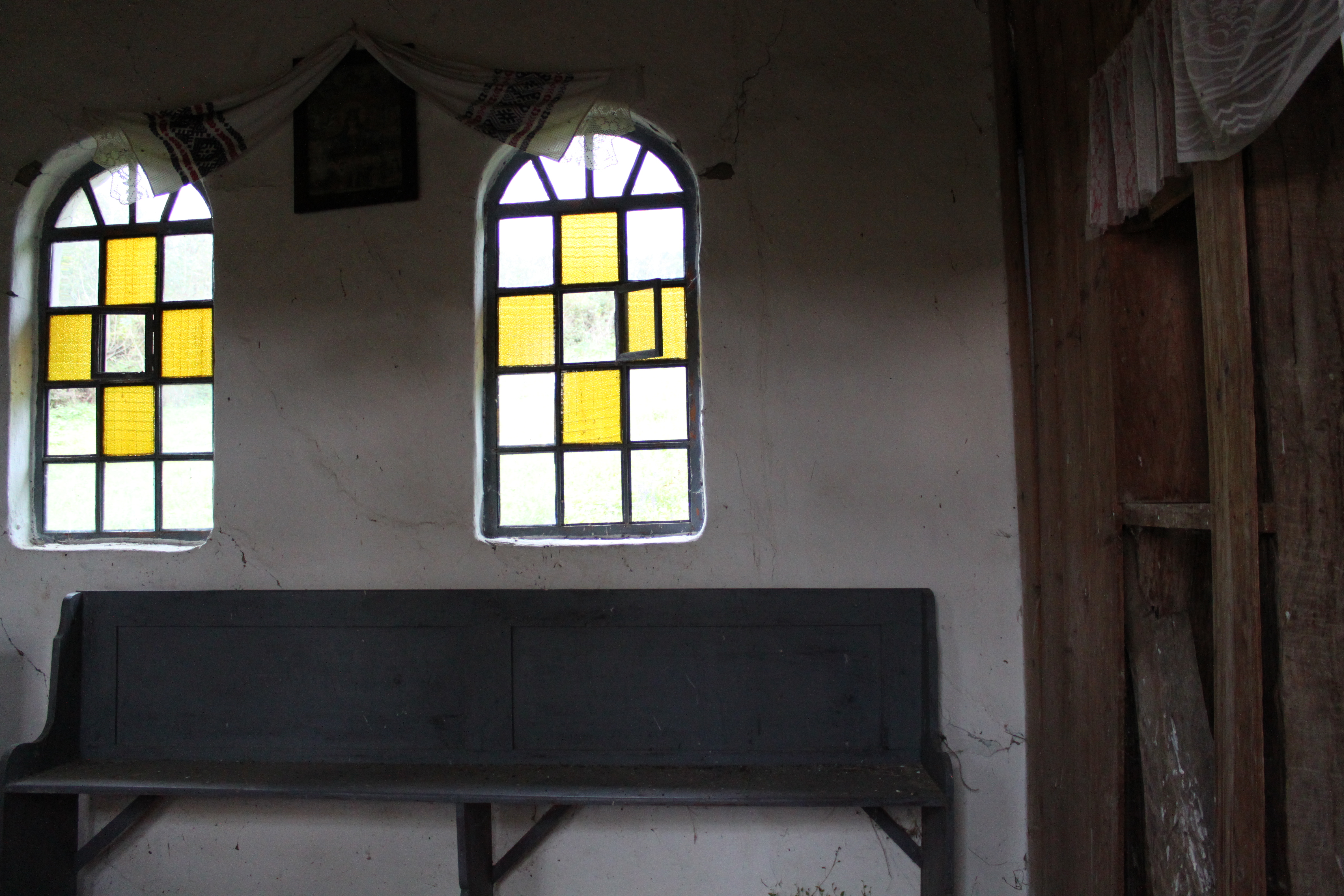
În naos
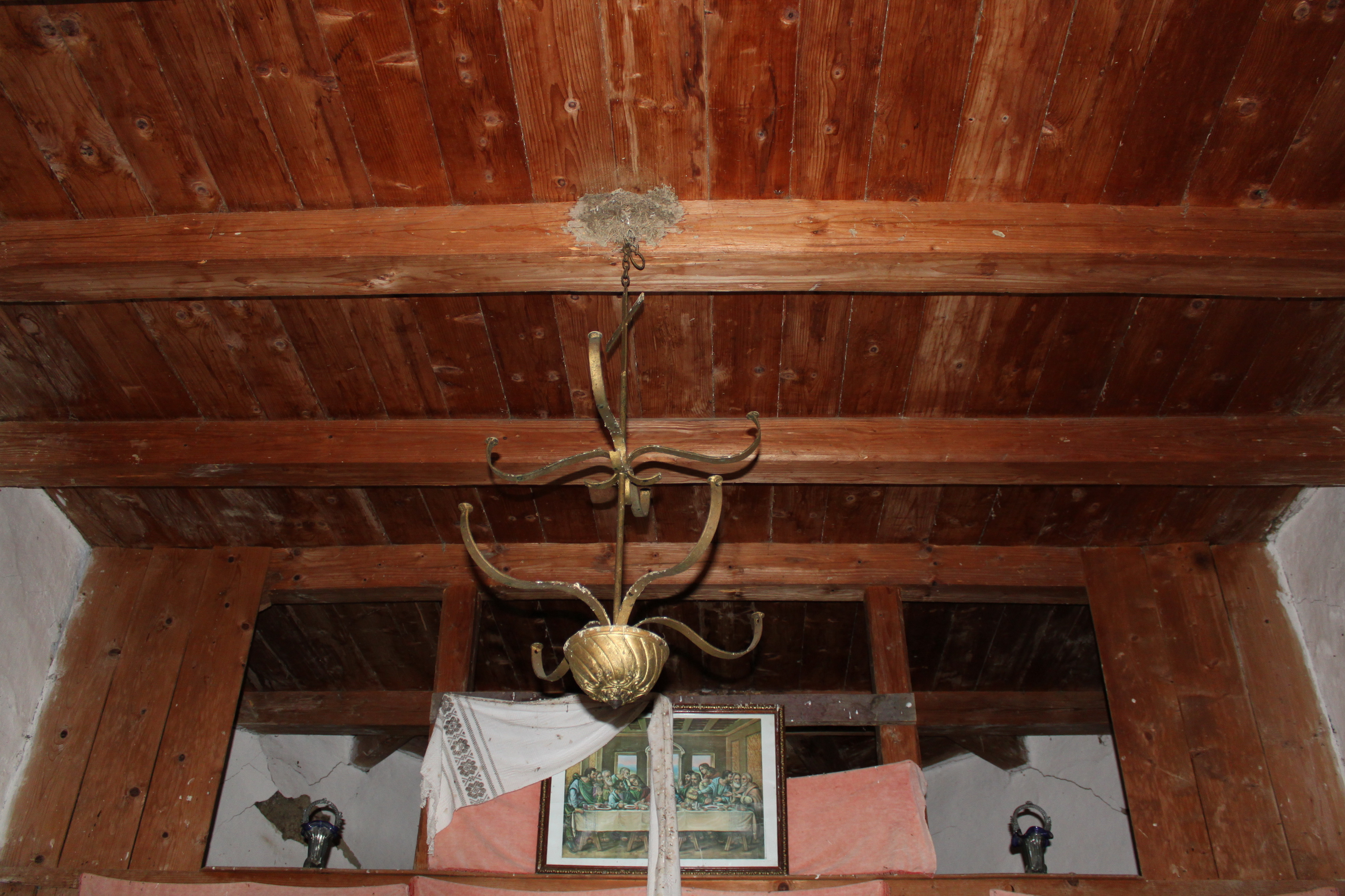
Tavanul naosului
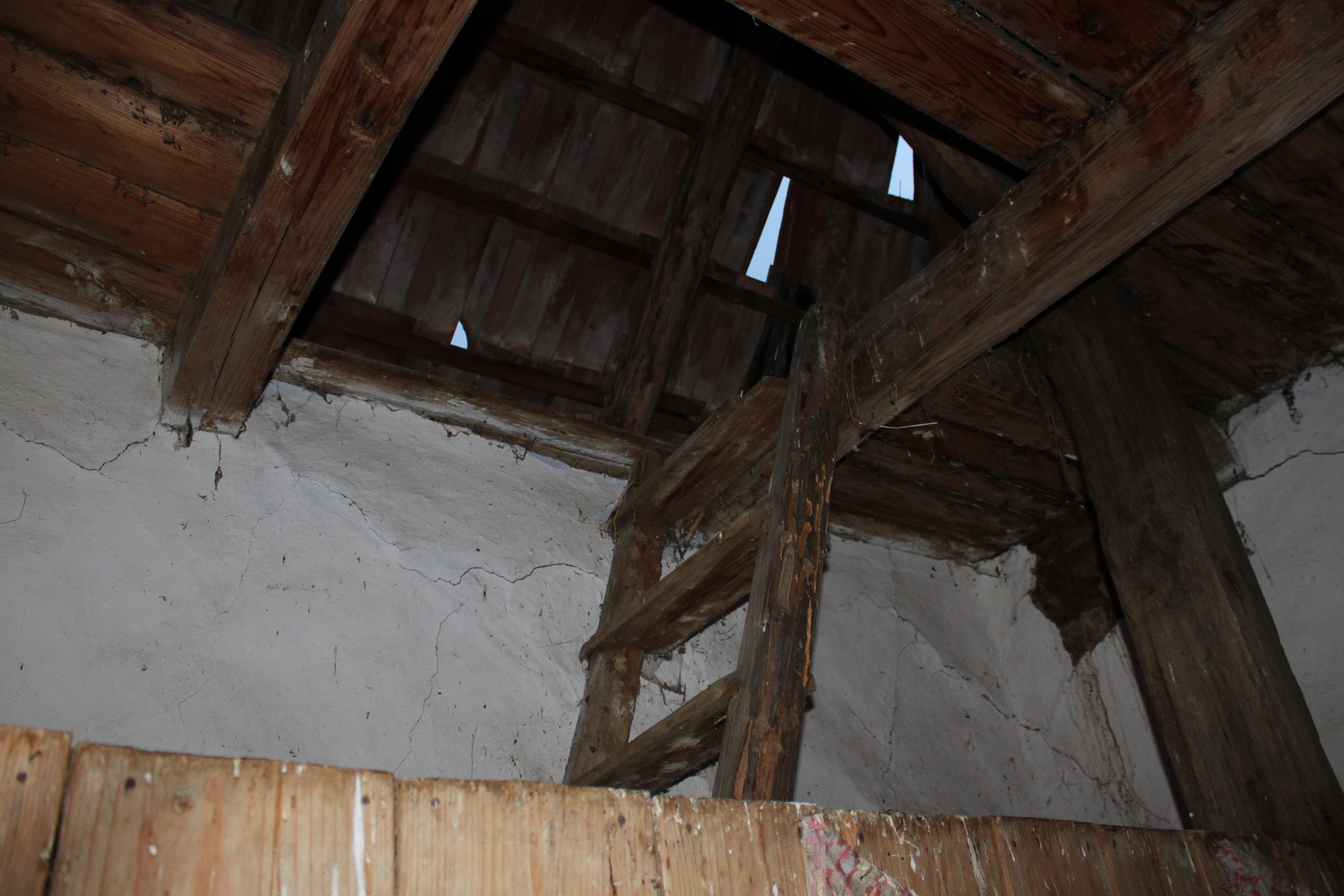
Spre podul bisericii
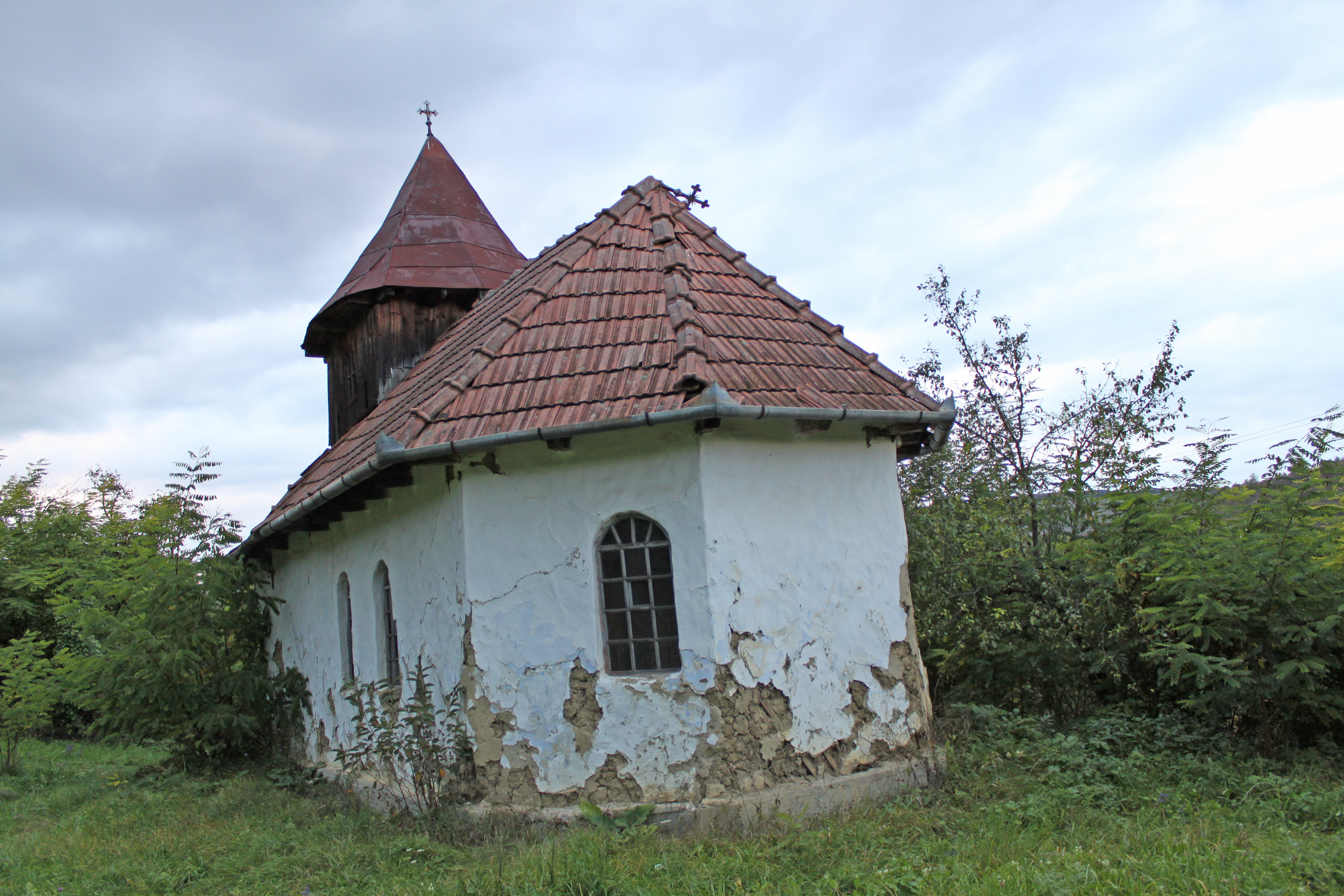
Vedere de ansamblu
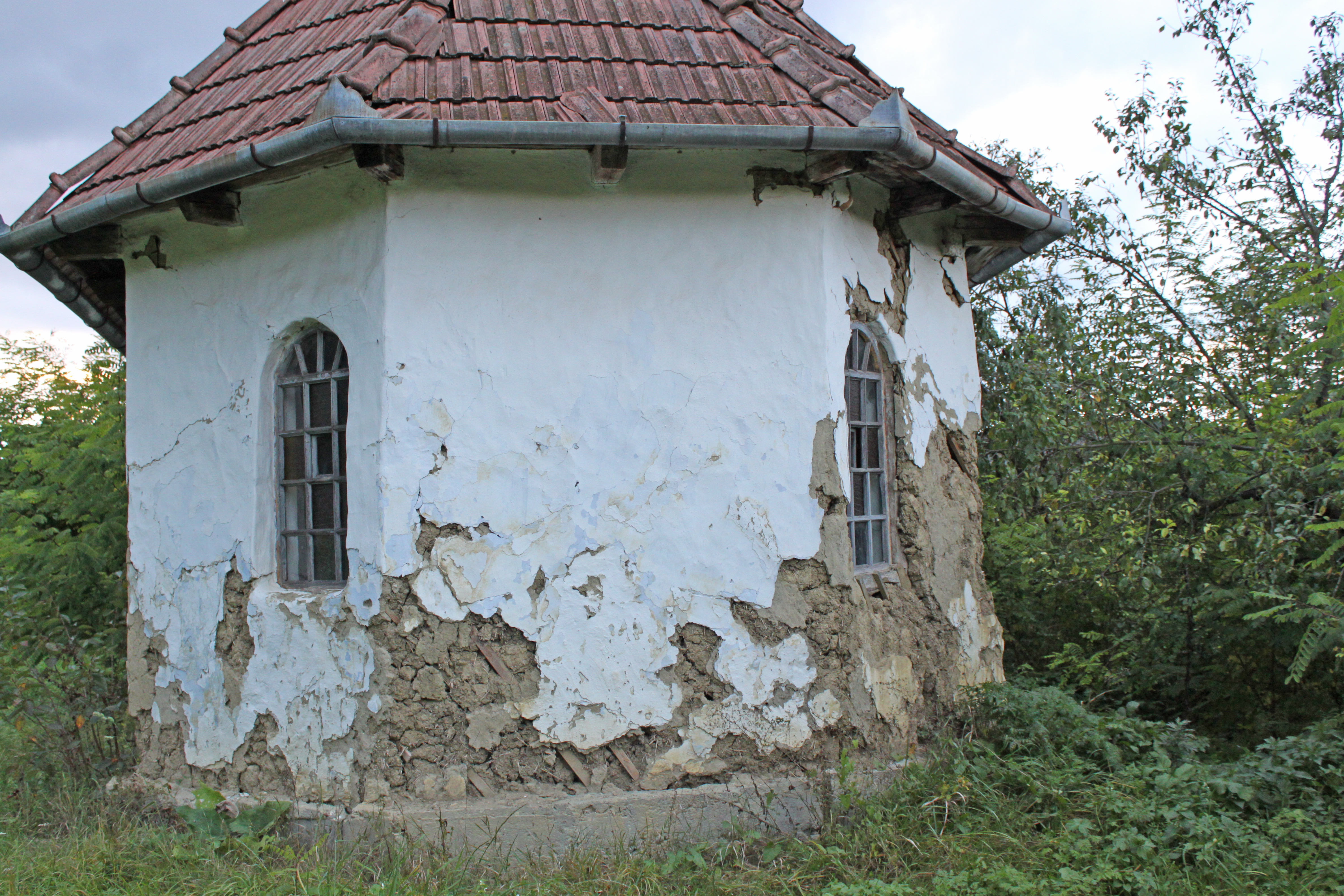
Absida altarului
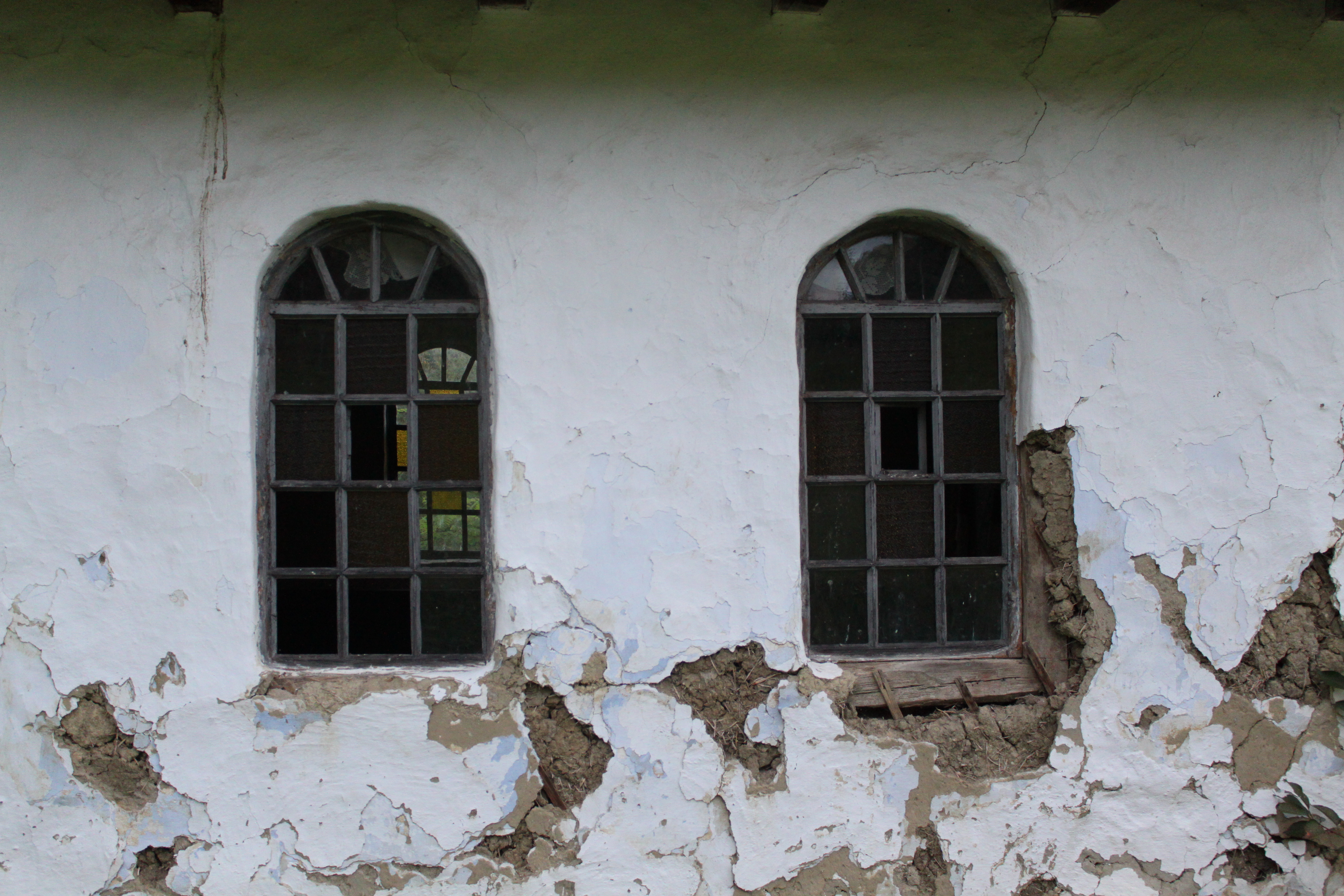
Ferestre
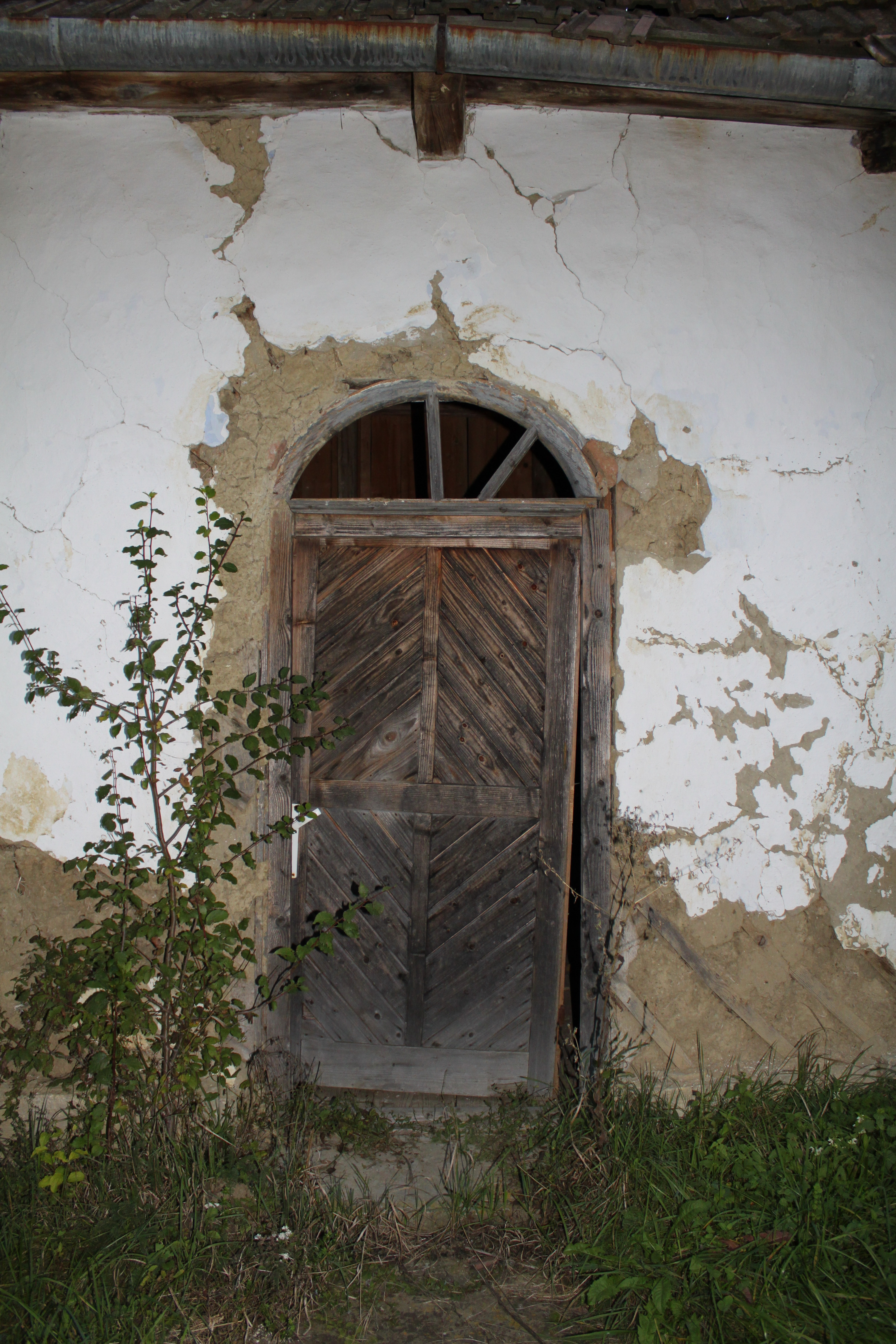
Intrarea în biserică
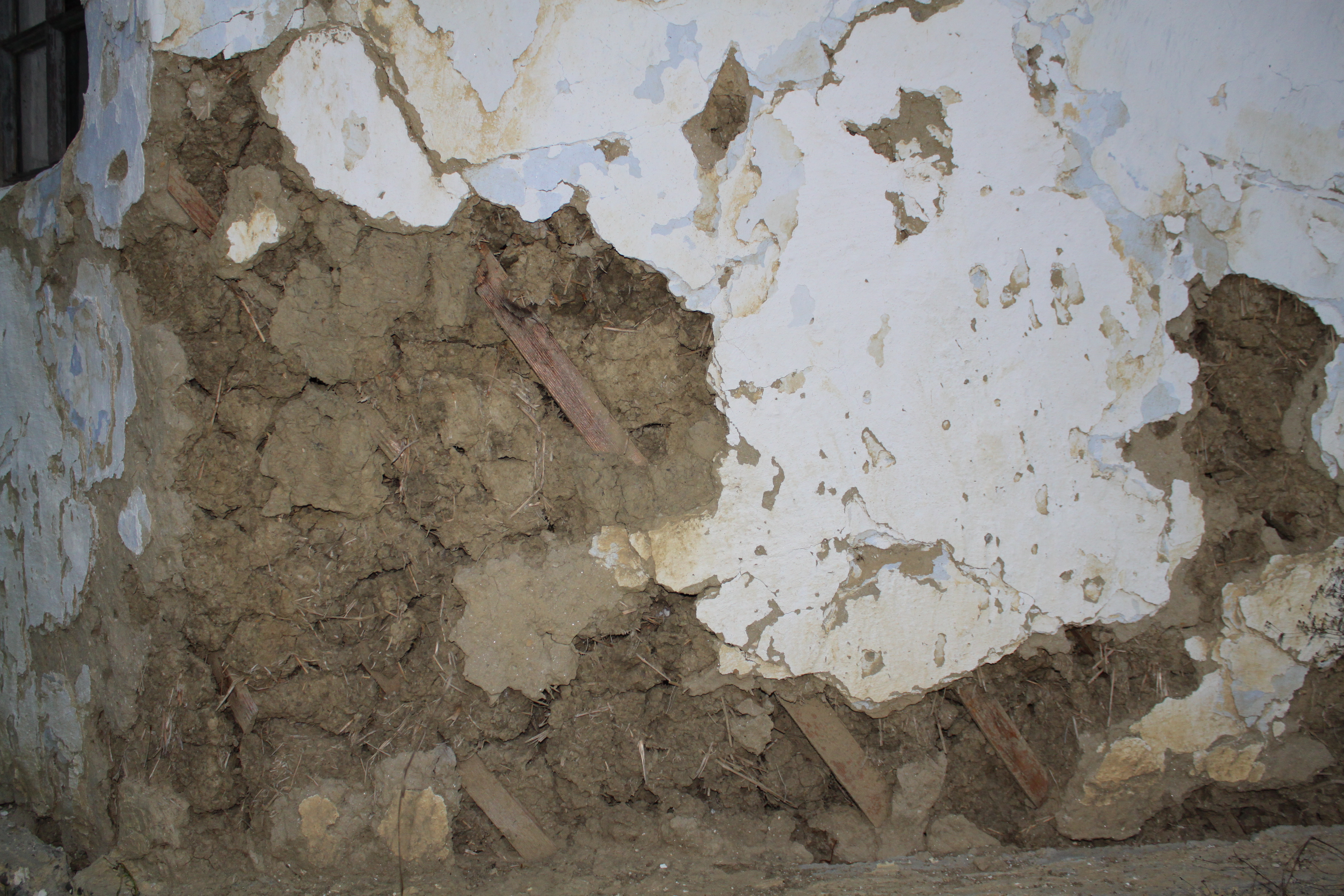
Tencuiala de pământ şi paie
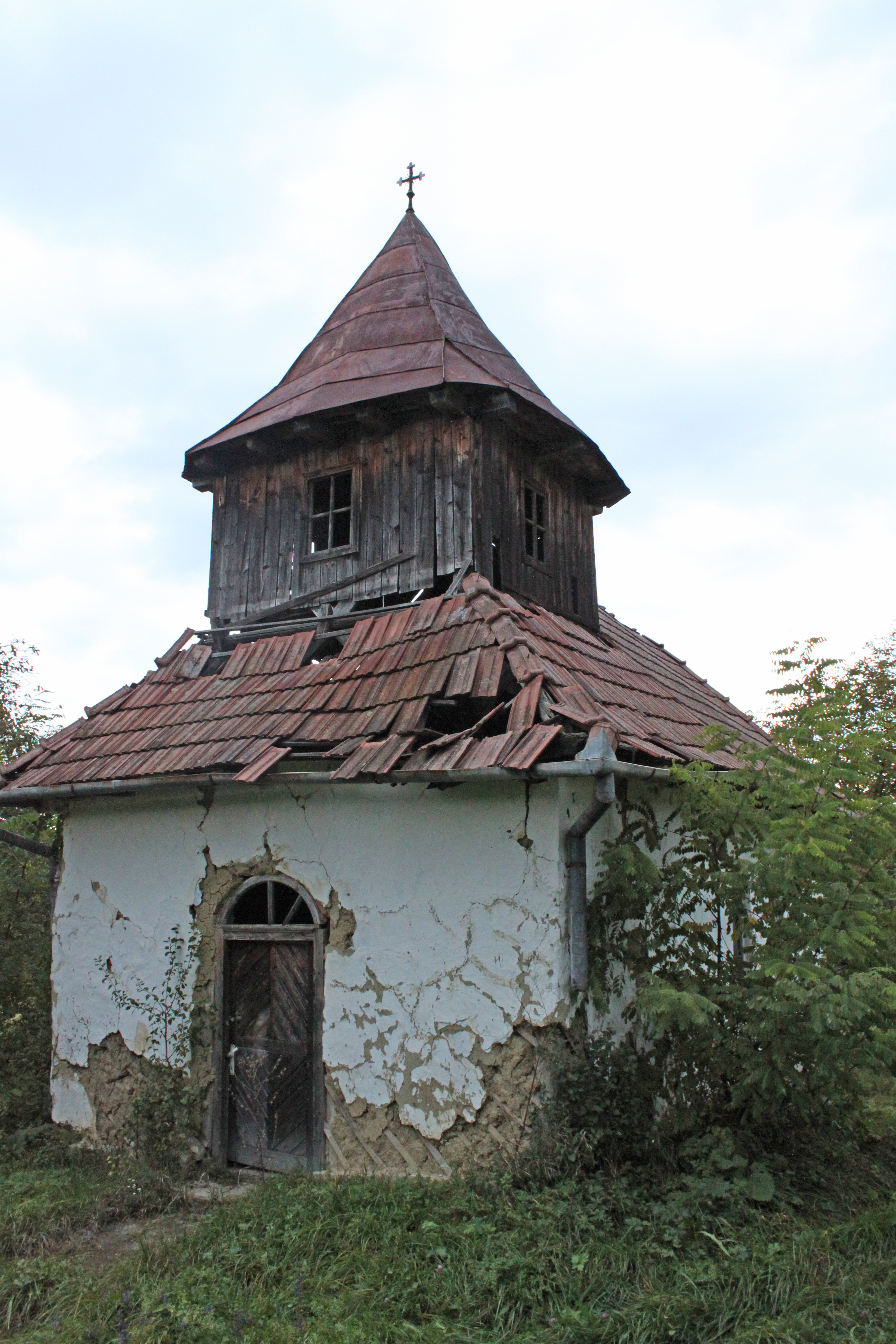
Vedere vestică a bisericii